# تعطیلات رسمی در ایران
در حال حاضر، مجموع تعداد روزهای تعطیلات رسمی در ایران ۲۸ روز است که از این تعداد، ۱۱ روز تعطیلات ملی و انقلابی و ۱۷ روز تعطیلات مذهبی است. همچنین مطابق اصل هفدهم قانون اساسی جمهوری اسلامی ایران، تعطیل رسمی هفتگی، روز جمعه است.
| روز        | مناسبت                   |
| ---------- | ------------------------ |
| ۱ فروردین  | نوروز                    |
| ۲ فروردین  | نوروز                    |
| ۳ فروردین  | نوروز                    |
| ۴ فروردین  | نوروز                    |
| ۱۲ فروردین | روز جمهوری اسلامی        |
| ۱۳ فروردین | روز طبیعت                |
| ۱۴ خرداد   | درگذشت سید روح‌الله خمینی |
| ۱۵ خرداد   | تظاهرات ۱۵ خرداد         |
| ۲۲ بهمن    | پیروزی انقلاب ۵۷         |
| ۲۹ اسفند   | ملی‌شدن صنعت نفت          |
| ۳۰ اسفند   | ۲۹ اسفند تا ۴ فروردین    |

| روز                | مناسبت                              |
| ------------------ | ----------------------------------- |
| ۹ محرم             | تاسوعا                              |
| ۱۰ محرم            | کشته‌شدن حسین بن علی، عاشورا         |
| ۲۰ صفر             | چهلم حسین بن علی اربعین             |
| ۲۸ صفر             | کشته‌شدن حسن مجتبی و درگذشت محمد     |
| آخر صفر (۲۹ یا ۳۰) | کشته‌شدن علی بن موسی الرضا           |
| ۸ ربیع‌الاول        | کشته‌شدن حسن عسکری و آغاز امامت مهدی |
| ۱۷ ربیع‌الاول       | زادروز محمد و جعفر صادق             |
| ۳ جمادی‌الثانی      | کشته‌شدن فاطمه زهرا                  |
| ۱۳ رجب             | زادروز علی بن ابی‌طالب               |
| ۲۷ رجب             | مبعث                                |
| ۱۵ شعبان           | زادروز حجت بن الحسن                 |
| ۲۱ رمضان           | کشته‌شدن علی بن ابی‌طالب              |
| ۱ شوال             | عید فطر                             |
| ۲ شوال             | عید فطر                             |
| ۲۵ شوال            | کشته‌شدن جعفر صادق                   |
| ۱۰ ذیحجه           | عید قربان                           |
| ۱۸ ذیحجه           | عید غدیر                            |

## تاریخچه

### بخشنامه ۱۳۴۷ خورشیدی
در بخشنامه ۱۰۱۶ مورخ اول آبان ۱۳۴۷ به کلیه وزارتخانه‌ها و موسسات و بنگاه‌ها و شرکت‌های دولتی و وابسته به دولت و بر طبق تصمیم جلسه مورخ ۱۶ اسفند ۱۳۴۶ هیئت وزیران، تعطیلات رسمی کشور به شرح زیر اعلام شده بود:
- عید نوروز - ۲ روز (۱ و ۲ فروردین)
- ۱۳ فروردین (سیزده‌بدر)
- عاشورا (کشته‌شدن حسین بن علی)
- درگذشت محمد
- کشته‌شدن حسن مجتبی
- جشن مشروطیت
- زادروز محمدرضا پهلوی
- مبعث پیامبر اسلام
- زادروز حجت بن الحسن (نیمه شعبان)
- کشته‌شدن علی بن ابی‌طالب
- عید فطر
- کشته‌شدن جعفر صادق
- زادروز علی بن موسی الرضا
- عید قربان
- عید غدیر

### لایحه قانونی تعیین تعطیلات رسمی کشور، مصوب ۸ تیر ۱۳۵۹
این لایحه قانونی جایگزین «لایحهٔ قانونی برابری ساعات کار کارگران و کارمندان و تعیین تعطیلات رسمی کشور» مصوب ۱۰ اردیبهشت ۱۳۵۸ شد. تعطیلات ذکر شده در این لایحه عبارتند از:
- ۲۹ اسفند تا ۴ فروردین
- ۱۲ فروردین- روز جمهوری اسلامی
- ۱۳ فروردین
- ۱۵ خرداد
- ۲۲ بهمن- روز انقلاب
- عید مبعث
- نیمه شعبان
- ۲۱ رمضان- کشته شدن علی بن ابی‌طالب
- عید فطر
- تاسوعا
- عاشورا
- اربعین
- ۲۸ صفر
- زادروز پیامبر اسلام
- عید قربان
- عید غدیر
- زادروز علی بن ابی طالب- ۱۳ رجب
- زادروز علی بن موسی الرضا - ۱۱ ذیقعده
- درگذشت جعفر صادق - ۲۵ شوال

### قانون تعطیلی روز درگذشت علی بن موسی الرضا
بر اساس قانون مصوب ۲۷ خرداد ۱۳۷۷ مجلس شورای اسلامی و تأیید شورای نگهبان در ۳۱ خرداد ۱۳۷۷، روز آخر ماه صفر، مصادف با درگذشت علی بن موسی الرضا، به عنوان تعطیل رسمی در ایران تعیین شد و این تعطیلی جایگزین تعطیلی پیشین روز ولادت علی بن موسی الرضا شد.

### قانون اصلاح لایحه قانونی تعیین تعطیلات رسمی کشور، مصوب ۲۵ مرداد ۱۳۷۸
این قانون اصلاحیه‌ای برای قانون مصوب در تیر ۱۳۵۹ است که دو مادهٔ قانونی به آن اضافه می‌کند.
در مادهٔ دوم این قانون به هیئت وزیران اجازه داده می‌شود که با کسب نظر موافق روسای قوهٔ مقننه و قوهٔ قضاییه به مناسبت بروز بعضی حوادث و وقایع بسیار مهم بعضی نقاط یا سراسر کشور را تعطیل رسمی (عمومی) اعلام کند.
در مادهٔ سوم روز سوم جمادی الثانی به عنوان روز درگذشت فاطمه زهرا تعطیل رسمی (عمومی) اعلام می‌شود و تعطیل روز بیست و نهم اسفند ماه لغو گردید.

### تعطیلی روز ملی شدن صنعت نفت
مطابق «قانون راجع به تعطیل روز ملی شدن صنعت نفت» مصوب ۱۸ آبان ۱۳۷۸، تصویب شد که روز ملی شدن صنعت نفت که مصادف با ۲۹ اسفند است، کماکان جزء تعطیلات رسمی کشور باقی بماند.

### قانون افزایش تعطیلی عید سعید فطر، مصوب ۶ شهریور ۱۳۹۰
در این قانون که اصلاحیه‌ای بر قانون مصوب تیر ۱۳۵۹ است، تعطیلی عید فطر از یک روز به دو روز (اول و دوم شوال) افزایش پیدا می‌کند.

### تعطیلی ۸ ربیع‌الاول
مطابق بند ح ماده ۳۷ قانون احکام دائمی برنامه‌های توسعه کشور، مصوب ۱۶ فروردین ۱۳۹۶، هشتم ربیع الاول سالروز درگذشت یازدهمین امام شیعیان و آغاز امامت امام دوازدهم به عنوان تعطیل رسمی تعیین شد.